# K-Tipp
Der K-Tipp ist ein Schweizer Konsumentenmagazin und gehört zu den leserstärksten Zeitschriften der Schweiz. Das Magazin befasst sich insbesondere mit dem Konsumentenschutz und erscheint jeden zweiten Mittwoch, mit Ausnahme der Sommerferien.
Das Magazin besteht aus Berichten über Konsumentenanliegen, konsumentenfeindliche Praktiken in der Wirtschaft, Rechtshilfe und mindestens einem Produktetest.

## Geschichte
Die erste Nummer des Magazins erschien am 15. Mai 1991 unter dem alten Namen K-Tip. Sie beschrieb sich selbst als «nicht gewinnorientierte Zeitung zur Sendung Kassensturz». Zu den Autoren zählten damals unter anderem René Schuhmacher, die Kassensturz-Journalisten Urs P. Gasche, Hans Räz, Hansjürg Zumstein. Die Konsumentenzeitschrift arbeitete bis 2010 mit einem mehrjährigen Unterbruch regelmässig mit dem TV-Magazin Kassensturz des Schweizer Fernsehens zusammen. Seither fokussiert sich die Zusammenarbeit auf gemeinsame Warentests.
Das Westschweizer Pendant des K-Tipps ist Bon à savoir. Obwohl beide Magazine oft zusammenarbeiten, handelt es sich um zwei voneinander unabhängige Zeitschriften.
Eigentümer des Verlags ist René Schuhmacher, der den K-Tipp mehrfach für politischen Aktivismus nutzte. 2009 unterstützte das Magazin ein Referendum gegen eine Senkung des Umwandlungssatzes bei den Pensionskassen und obsiegte in der Volksabstimmung. 2012 lancierte Schuhmacher im K-Tipp die eidgenössische Volksinitiative «Pro Service public», welche einen Ausbau der Grundversorgung durch Staatsunternehmen forderte. Das Komitee sammelte mithilfe der Magazine 104'197 Unterschriften, die zur Volksabstimmung führte. Die Bevölkerung lehnte 2016 die Verfassungsänderung mit 67,6 Prozent Nein-Stimmen ab.
Ab 2020 war der frühere Fernsehjournalist Marc Meschenmoser zusammen mit Thomas Vonarburg Redaktionsleiter von K-Tipp und dem Schwestermagazin Saldo. 2023 verliess Vonarburg das Unternehmen, im Mai 2024 trat auch Meschenmoser als Redaktionsleiter ab.